# Butvydas
Butvydas o Pukuveras (in bielorusso Будзівід?, Budzivid; talvolta anche Боудивидъ [Liutauras], Пукувер [Pukuvier], Pukuwer o Pucuwerus; ... – 1295 circa) fu granduca di Lituania dal 1291 al 1295.

## Biografia

### Origini
Ducato di Lituania
     Terre conquistate da Mindaugas

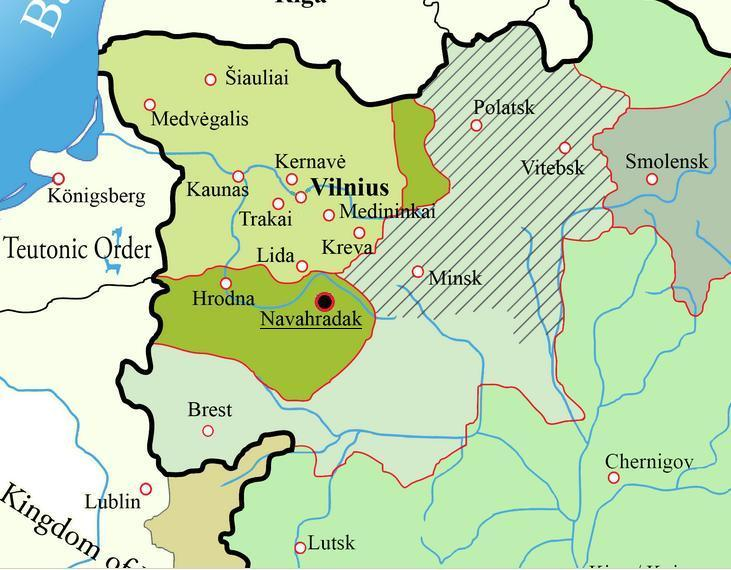
Mappa della Lituania del XIII secolo:
Ducato di Lituania
Terre conquistate da Mindaugas
"///" Terre temporaneamente possedute da Mindaugas in veste di re
Tutte le altre aree sono state assoggettate in epoche successive

Butvydas visse in un periodo storico relativamente al quale le fonti scritte inerenti alla Lituania risultano assai lacunose. Questa penuria di testi ha impedito agli studiosi moderni di ricostruire in maniera affidabile i regnanti che si susseguirono al potere negli anni 1280 e 1290 in Lituania. Di Butvydas, ad esempio, non si conosce quale fosse il nome effettivo, in quanto egli viene riportato in varie forme, tra cui Pukùveras, Budividas o Pùtavyras. Secondo lo storico Stephen Christopher Rowell, Butvydas era il fratello di Butigeidis e, inoltre, l'autore azzarda che fosse un possibile discendente di Daujotas e Vilikaila, due duchi firmatari di un trattato stipulato nel 1219 tra la Lituania e il Principato di Galizia-Volinia. Assieme a suo fratello Butigeidis, suo predecessore al potere, Butvydas è il primo membro della famiglia dei Gediminidi su cui si hanno informazioni certe.

### Regno di Butigeidis
Il mandato di Traidenis, rimasto al potere dal 1270 al 1282, riportò quella stabilità che mancava nella Lituania sin dalla morte di Mindaugas, primo e unico re incoronato nella storia della Lituania. Tuttavia, a seguito della sua morte ebbe inizio un periodo storicamente avvolto nel mistero, considerando che le fonti a disposizione restano scarse e, benché Zigmantas Kiaupa lo escluda, secondo Rasa Mažeika ebbero forse luogo delle lotte per il potere.
Intorno al 1285 si impose come granduca Butigeidis, rimasto al comando del Granducato fino al 1290/1291. Durante la parte iniziale del suo mandato, l'influenza di suo fratello Butigeidis fu forte. Si ritiene ad esempio che partecipò alle trattative con cui si trasferì il possesso di Vaŭkavysk al Principato di Galizia-Volinia in cambio della pace. Poiché, nel 1289, anche il Codice Ipaziano conferma questa cooperazione con il granduca, alcuni storici hanno ipotizzato che i due governassero contemporaneamente condividendo il titolo, proprio come i nipoti Algirdas e Kęstutis.

### Regno di Butvydas
Nel 1290 o 1291 Butigeidis morì e gli succedette suo fratello Butvydas. Durante il suo breve regno, Butvydas cercò di difendere il Granducato dai Cavalieri teutonici, i quali stavano costruendo una rete di castelli lungo l'importante fiume Nemunas. Nel 1292 il granduca inviò suo figlio Vytenis, menzionato in quell'anno per la prima volta in atti scritti, a combattere contro l'Ordine teutonico. Oltre a combattere nel sud della Samogizia, Butvydas si rese inoltre protagonista di un attacco nel ducato di Masovia, in Polonia, una regione alleata dei Cavalieri teutonici.
Il regno di Butvydas si concluse nel 1295, anno della sua morte. A succedergli al potere fu suo figlio Vytenis, rimasto a capo del Granducato di Lituania fino al 1316. Fu nel corso del governo di Butvydas che si imposero come simbolo familiare le colonne che sarebbero state poi adottate da suo figlio Gediminas, a cui si deve il nome della dinastia dei Gediminidi.

## Discendenza

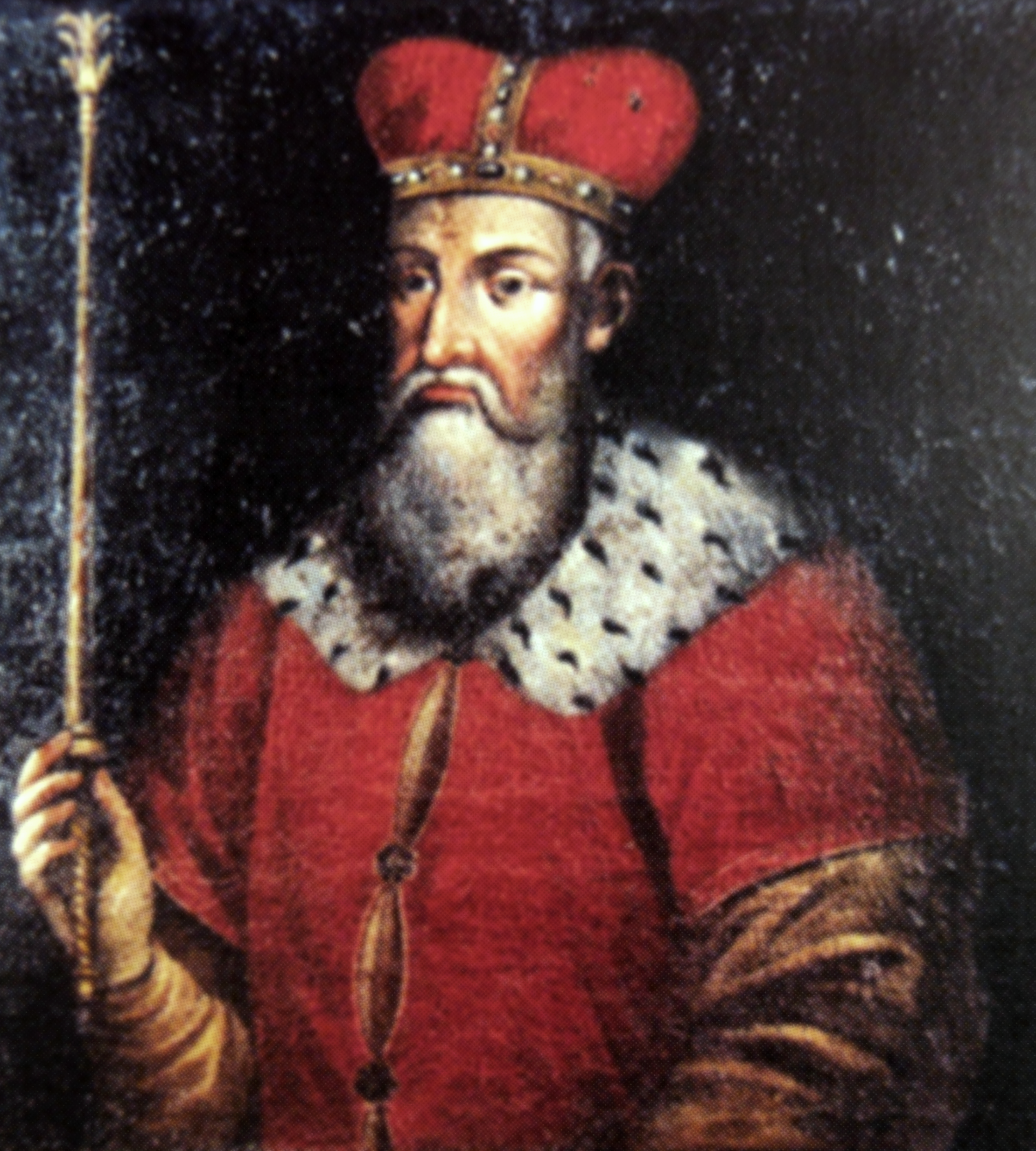
Ritratto immaginario di Vytenis, uno dei figli di Butvydas, nella Genealogia di Sapieha conservata presso Kodeń, in Polonia (1709)

Butvydas ebbe con grande probabilità almeno quattro figli:
- Vytenis, granduca di Lituania dal 1295 al 1316 circa;
- Gediminas, granduca di Lituania dal 1316 circa al 1341;
- Vainius, principe di Polack dal 1315 al 1338-1342.
- Teodoro, principe di Kiev dagli anni 1320.

Rowell ipotizza che egli ebbe anche una figlia che sposò un principe rus'; dopo la morte di quest'ultimo, la nobildonna si trasferì a Vilnius e trascorse lì il resto della sua vita.